# Stade Helvétique Marseille

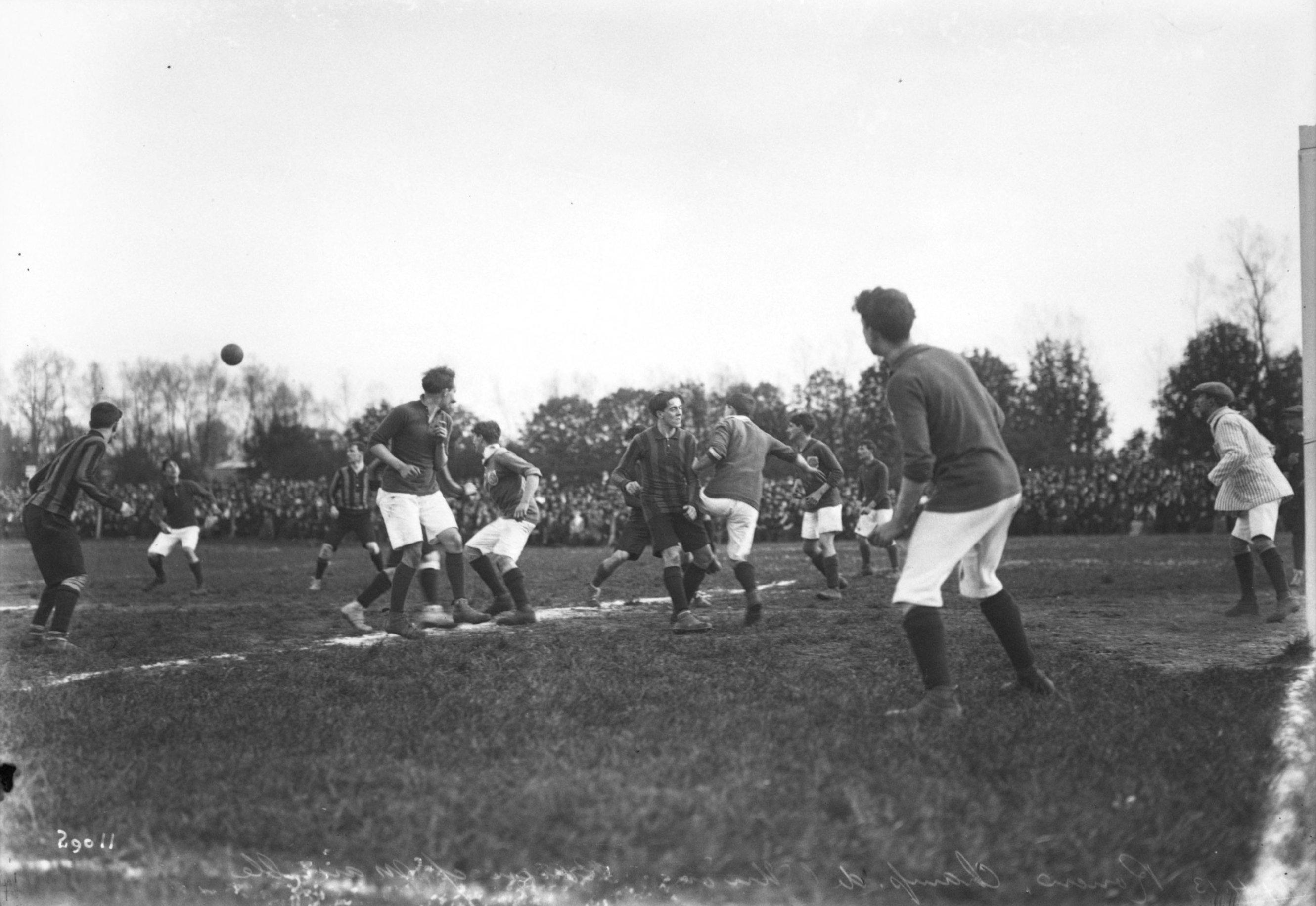
Kampioenswedstrijd tegen Rouen in 1913

Stade Helvétique Marseille was een Franse voetbalclub uit Marseille. In 1884 werd de turnsportclub La Suisse Marseille opgericht door Zwitsers die in Marseille woonden. 
In 1904 werd een voetbalafdeling begonnen en in 1907 werd de naam Stade Helvétique Marseille aangenomen (Helvétique verwijst naar de Zwitsers). 
In 1909 werd de eerste landstitel binnengehaald na de finale gewonnen te hebben tegen favoriet CA Paris. (tien van de elf spelers waren Zwitsers). Een jaar later werd opnieuw de finale bereikt maar deze keer verloor de club van US Tourcoing (2-7). Ook het volgende jaar werd de finale bereikt en deze werd opnieuw met winst afgesloten, 3-2 tegen Racing Club de Paris. Het volgende seizoen werd de club vroegtijdig uitgeschakeld maar in 1913 was het opnieuw raak in de finale tegen FC Rouen. 
Door de Eerste Wereldoorlog werd het voetbal even stilgelegd, in 1916 hield de club op te bestaan omdat vele Zwitsers terugkeerden naar hun thuisland. 

## Erelijst
Kampioen USFSA in 1909, 1911, 1913